# Kommendörkapten (hjulångare)
Kommendörkapten var en svensk hjulångare på Göta kanal. Fartyget byggdes vid Hammarstens Warf i Norrköping, där hon sjösattes 15 maj 1837 för att bogseras till Motala för installation av ångmaskinerna. Båten levererades till Trafikbolaget Jönköping-Stockholm 1837. Skrovet var av ek och fur.
Båten ritades av Otto Edvard Carlsund vid Motala Verkstad.
Kommendörkapten var utrustad med två encylindriga balansångmaskiner, maskin nr 16, tillverkade vid Motala Verkstad. Maskinerna, hjulmaskin typ 1, gav vardera 16 nom hk och var kopplade till en gemensam axel för skovelhjulen.
Kommendörkapten var systerfartyg till Eric Nordevall.

## Historik
- 1837 4 september Båten anlände till sin hemmahamn Jönköping.
- 1837 9 september. Båten avgick för sin jungfruresa till Stockholm.  En resa i hytt, endast första klass, kostade 25 rdr bco. En plats på däck kostade 8 rdr  bco.
- 1851 Båten gick med emigranter från Vätternbygden till Göteborg.
- 1855 1 juli. Båten var på väg från Vadstena mot Jönköping med ett teatersällskap ombord.  En brand uppstod under däck. Utanför Nässja socken hade branden ökat till sådan  omfattning att båten måste sättas på grund. Alla ombord utom en kunde tas i land  men båten blev totalförstörd.[2][3]

Ångpannorna i de första ångbåtarna på Göta kanal eldades med ved. Då båtarna anlöpte Göteborg, som var importhamn för kol från England, kunde man där köpa kol till för rederiet gott pris. I avsaknad av förvaringsutrymmen för kol ombord placerades kolet på golvet i maskinrummet. Vedeldningen gav ifrån sig mycket gnistor och kolförrådet på golvet kunde lätt antändas.
Ombord på Kommendörkapten hade man känt stenkolsos redan innan fartyget avgick från Vadstena. Detta troddes då komma från den stenkolsolja man bestrukit skorstenen med. Efter olyckshändelsen trodde man att branden kunde ha orsakas av att en ventil för ångpannan blivit så varm att den antänt kolförrådet i närheten.